# Sección de Tiro con Arco del Real Madrid Club de Fútbol
La sección de Tiro con arco o Arquería del Real Madrid Club de Fútbol, en la actualidad permanece extinta.

## Historia
Sección creada en el seno de las nuevas instalaciones de la Ciudad Deportiva del Real Madrid, aunque lamentablemente fue suprimida junto al resto de secciones, por lo que tuvo una corta vida.

## Enlaces de interés
- Real Madrid Club de Fútbol
- Real Madrid de Baloncesto
- Secciones Históricas Desaparecidas del Real Madrid C. F. http://www.facebook.com/Secciones, en Facebook.